# Taphos aterrimus
Taphos aterrimus är en skalbaggsart som beskrevs av Francis Polkinghorne Pascoe 1864. Taphos aterrimus ingår i släktet Taphos och familjen långhorningar. Inga underarter finns listade i Catalogue of Life.